# Бунсонгпайсан, Ниваттхумронг
Ниваттхумронг Бунсонгпайсан (тайск. นิวัฒน์ธำรง บุญทรงไพศาล, англ. Niwatthumrong Boonsongpaisan; род. 25 января 1948) — таиландский государственный и политический деятель, исполняющий обязанности премьер-министра Таиланда c 7 мая 2014 по 22 мая 2014 года. Ранее был заместителем премьер-министра, министром торговли Таиланда, депутатом таиландского парламента от партии Пхыа Тхаи, входил в совет директоров «ITV Public Company» (тайск. ไอทีวี), дочерней компании конгломерата «Shin Corporation» (тайск. ชิน คอร์ปอเรชั่น).

## Биография
Ниваттхумронг Бунсонгпайсан родился 25 января 1948 года. Окончил педагогический факультет университета Сринакхаринвирот. Затем окончил Чулалонгкорский университет, где изучал компьютерные науки.
С 1974 года работал в компании «IBM» в качестве сначала продавца, затем финансового менеджера. В 1990 году перешёл на работу в «Shin Corporation», где вскоре вошёл в состав совета директоров. Будучи близким другом Таксина Чиннавата, с 1995 года был председателем Исполнительного комитета по рекламе, с декабря 2001 года, вскоре после того, как компания стала крупнейшим акционером ITV, он был назначен председателем совета директоров этой компании. 16 марта 2006 года, однако, он продал все свои акции. С конца декабря 2005 года в течение некоторого времени изучал буддийскую теологию. С 2007 по 2010 год был депутатом парламента от одноимённого округа провинции Лампхун, входя в состав партии Пхыа Тхаи.
В январе 2011 года был введён в состав правительства, работал в различных административных структурах. При этом он продолжал работать в конгломерате «Shin», занимая крупный пост в компании «MCOT» (тайск. อสมท), но в феврале 2012 года был вынужден подать в отставку, чтобы иметь возможность продвигаться по службе в правительстве; согласно проведённому общественной организацией ABAC (тайск. เอแบคโพล) опросу, среди населения был пятым по популярности членом правительства. 30 июня 2013 года стал вице-премьером и министром торговли Таиланда в правительстве премьер-министра Йинглак Чиннават.

### Пост премьер-министра
7 мая 2014 года Конституционный суд Таиланда постановил освободить от занимаемой должности исполняющую обязанности премьер-министра Йинглак Чиннават в связи с увольнением в 2011 году секретаря совета национальной безопасности Тхавина Плиенсири, согласившись с мнением истцов—группы сенаторов, считающих, что Чиннават получила личную выгоду от смещения Плиенсири, назначив на его место вышедшего в отставку шефа полиции, а на освободившееся место назначив своего родственника, и признав такие действия неконституционными. Согласно заявлению суда:
Полномочия премьер-министра прекращены, Йинглак не может больше оставаться на своём посту
В тот же день Ниваттхумронг Бунсонгпайсан был назначен исполняющим обязанности премьер-министра Таиланда. Министр юстиции и вице-премьер Пхонгтхеп Тхепканчана на пресс-конференции сообщил, что
Кабинет министров решил, что Ниваттхумронг Бунсонгпайсан будет выполнять обязанности на месте премьер-министра Йинглак.
В ночь на 8 мая неизвестные в Бангкоке взорвали гранату около дома одного из судей Конституционного суда Таиланда, а также у здания крупного коммерческого банка и научно-исследовательского института.
22 мая 2014 года смещён с поста в результате военного переворота. Исполняющим обязанности премьер-министра военного правительства Таиланда объявлен командующий сухопутных войск генерал Прают Чан-Оча. Бунсонгпайсану был запрещён выезд из страны, и он был оставлен под «охраной» армии «в безопасном месте».

## Награды
|  | Рыцарь Большой ленты Ордена Короны Таиланда | 2013 |
|  | Рыцарь Большого креста Ордена Белого слона  | 2012 |
|  | Рыцарь-командор Ордена Белого слона         | 2011 |
|  | Кавалер Ордена Дирекгунабхорна              | 2005 |